# 滇兰
滇兰（学名：Hancockia uniflora）为兰科滇兰属下的一个种。